# Melica nitens
Melica nitens är en gräsart som först beskrevs av Frank Lamson Scribner, och fick sitt nu gällande namn av Thomas Nuttall och Charles Vancouver Piper. Melica nitens ingår i släktet slokar, och familjen gräs. Inga underarter finns listade i Catalogue of Life.